# Xa lộ A8 (Ba Lan)
Đường cao tốc A8 (tiếng Ba Lan: Autostradowa Obwodnica Wrocławia, viết tắt AOW) hoặc Wrocław Motorway Bypass hoặc Autostrada A8 là một tuyến đường cao tốc dài 26,8 kilômét (16,7 mi) của thành phố Wrocław, Ba Lan. Đường cao tốc bao gồm Cầu Rędziński có chiều cao 122 mét (400 ft) bắc qua sông Oder.
Các kế hoạch ban đầu của đường cao tốc A8 đã chạy toàn bộ tuyến đường giữa Wrocław và Łódź, với một phần phía nam của con đường tiếp tục hướng tới Cộng hòa Séc để cung cấp tuyến đường truy cập vào Prague. Năm 2000, đường cao tốc đã bị cắt ngắn theo chiều dài hiện tại, đi qua các phần phía tây và phía bắc của thành phố Warsaw. Trong tương lai, kết nối tới Warsaw sẽ được cung cấp bởi Đường cao tốc S8 tiêu chuẩn thấp hơn. Trong chiến dịch tranh cử quốc hội năm 2007, Đảng Cương lĩnh dân sự đã cam kết nâng cấp kết nối lên tiêu chuẩn đường cao tốc, do đó mở rộng đường cao tốc A8. Tuy nhiên, sau khi thành lập một chính phủ sau chiến thắng của mình, Đảng đã từ bỏ ý tưởng này, giải thích rằng những thay đổi cần thiết trong quy hoạch sẽ không thể chấp nhận trì hoãn việc xây dựng trong nhiều năm.
Đường cao tốc mở cửa giao thông vào ngày 31 tháng 8 năm 2011 
Vào ngày 1 tháng 9 năm 2011, Bộ Cơ sở hạ tầng đã công bố dự thảo quy định về thu phí đường cao tốc. Theo Bộ, đường cao tốc A8 sẽ không phải trả phí đối với người lái xe mô tô.

## Mô tả tuyến đường
| Số lượng lối ra | Tên               | Đường giao nhau                                                     | Số dặm từ đầu                   | Lịch sử xây dựng                                                           | Ghi chú |
| --- | ----------------- | ------------------------------------------------------------------- | ------------------------------- | -------------------------------------------------------------------------- | --- |
| 1) (chưa ký) | Wrocław Południe  | liên kết=A4 autostrada (Poland) · liên kết=National road 5 (Poland) | 0 km                            | Công trình bắt đầu vào năm 2008. Khai trương vào ngày 5 tháng 5 năm 2011   | Điểm đầu Bắt đầu kéo dài 6 làn                                                                              |
| 2) (chưa kí) | Wrocław Zachód    | không khung                                                         | 2,5 km (1,55 mi)                | Công trình bắt đầu vào năm 2008. Khai trương vào ngày 5 tháng 5 năm 2011   | |
| 3) (chưa kí) | Wrocław Lotnisko  | Đường Graniczna                                                     | 6,7 km (4,16 mi)                | Công trình bắt đầu vào năm 2008. Khai trương vào ngày 5 tháng 5 năm 2011   | |
| 4) (chưa kí) | Wrocław Stadion   | không khung · không khung                                           | 9,9 km (6,15 mi)                | Công trình bắt đầu vào năm 2008. Khai trương vào ngày 31 tháng 8 năm 2011  | |
| | Hầu hết Rędziński |                                                                     | Trung tâm tại 13,1 km (8,14 mi) | Công trình bắt đầu vào năm 2008. Khai trương vào ngày 31 tháng 8 năm 2011  | - Cầu tháp cao nhất Ba Lan - cao 122 m - Cây cầu bê tông lớn thứ tư trên thế giới - Chiều dài cầu là 1749 m |
| 5) (chưa kí) | Wrocław Północ    |                                                                     | 17,6 km (10,94 mi)              | Công trình bắt đầu vào năm 2008. Khai trương vào ngày 31 tháng 8 năm 2011  | Kết thúc đoạn đường 6 làn, bắt đầu đoạn đường 4 làn                                                         |
| 6) (chưa kí) | Wrocław Psie Cực  |                                                                     | 22,6 km (14,04 mi)              | Công trình bắt đầu vào năm 2008. Khai trương vào ngày 15 tháng 7 năm 2011. | Điểm cuối Kết thúc đoạn đường 4 làn                                                                         |
| Đường cao tốc không phải trả phí. Tổng giá hoàn thành: 3,9 tỷ zł (khoảng € 940 triệu). Giá trung bình mỗi km: € 41,59 triệu. |                   |                                                                     |                                 |                                                                            | |

## Hình ảnh

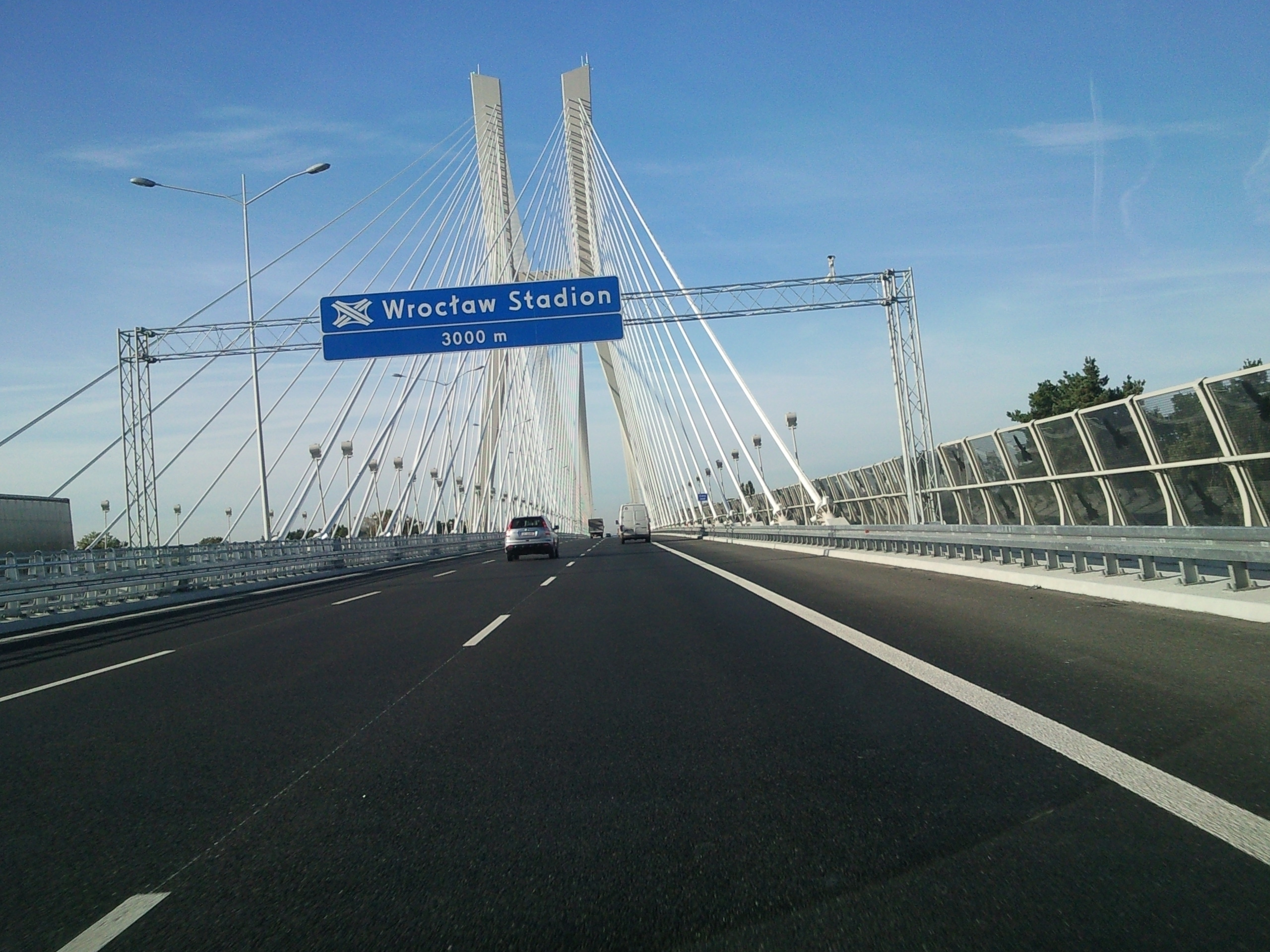
Cầu Rędziński
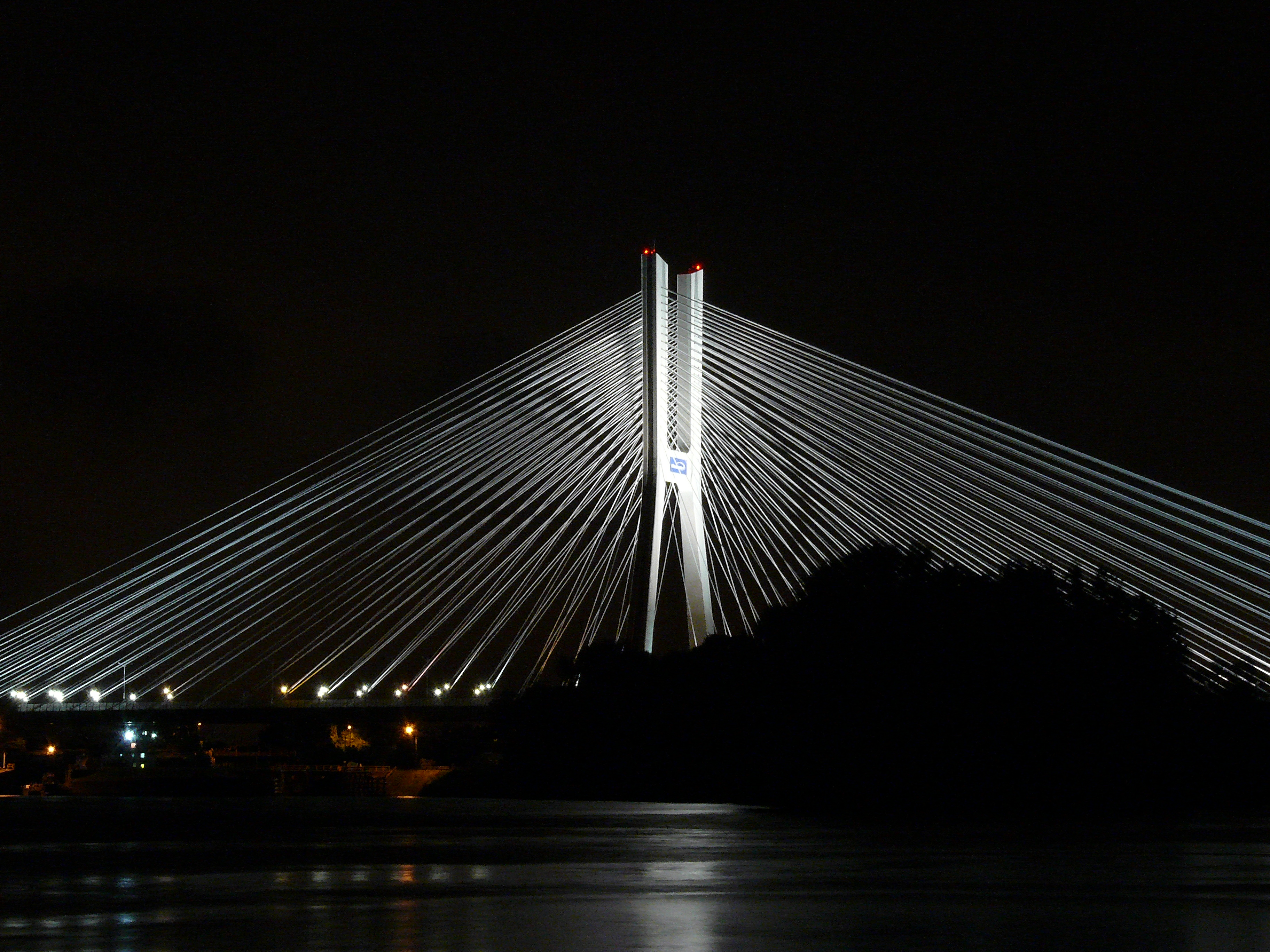
Cầu Rędziński
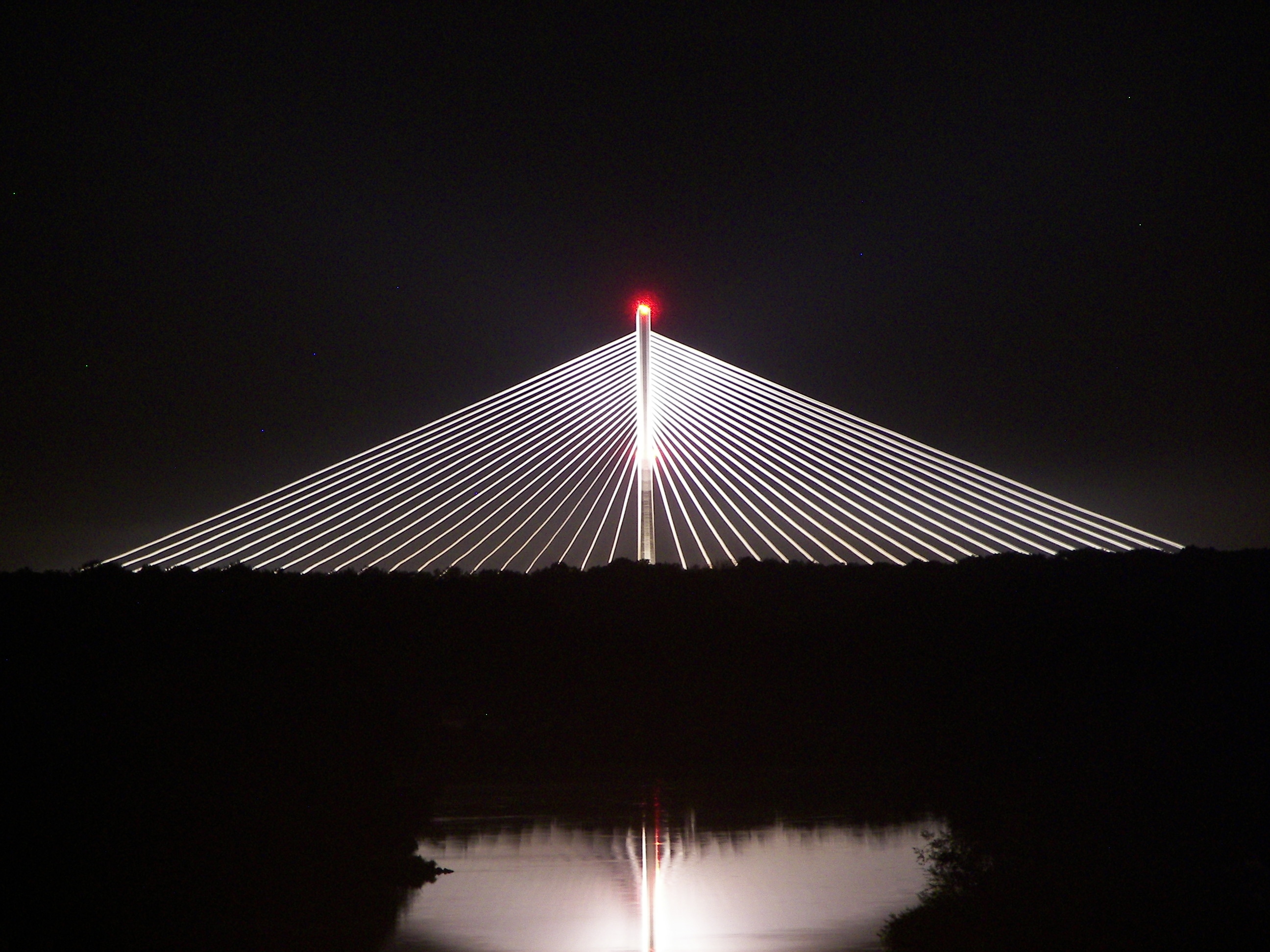
Cầu Rędziński
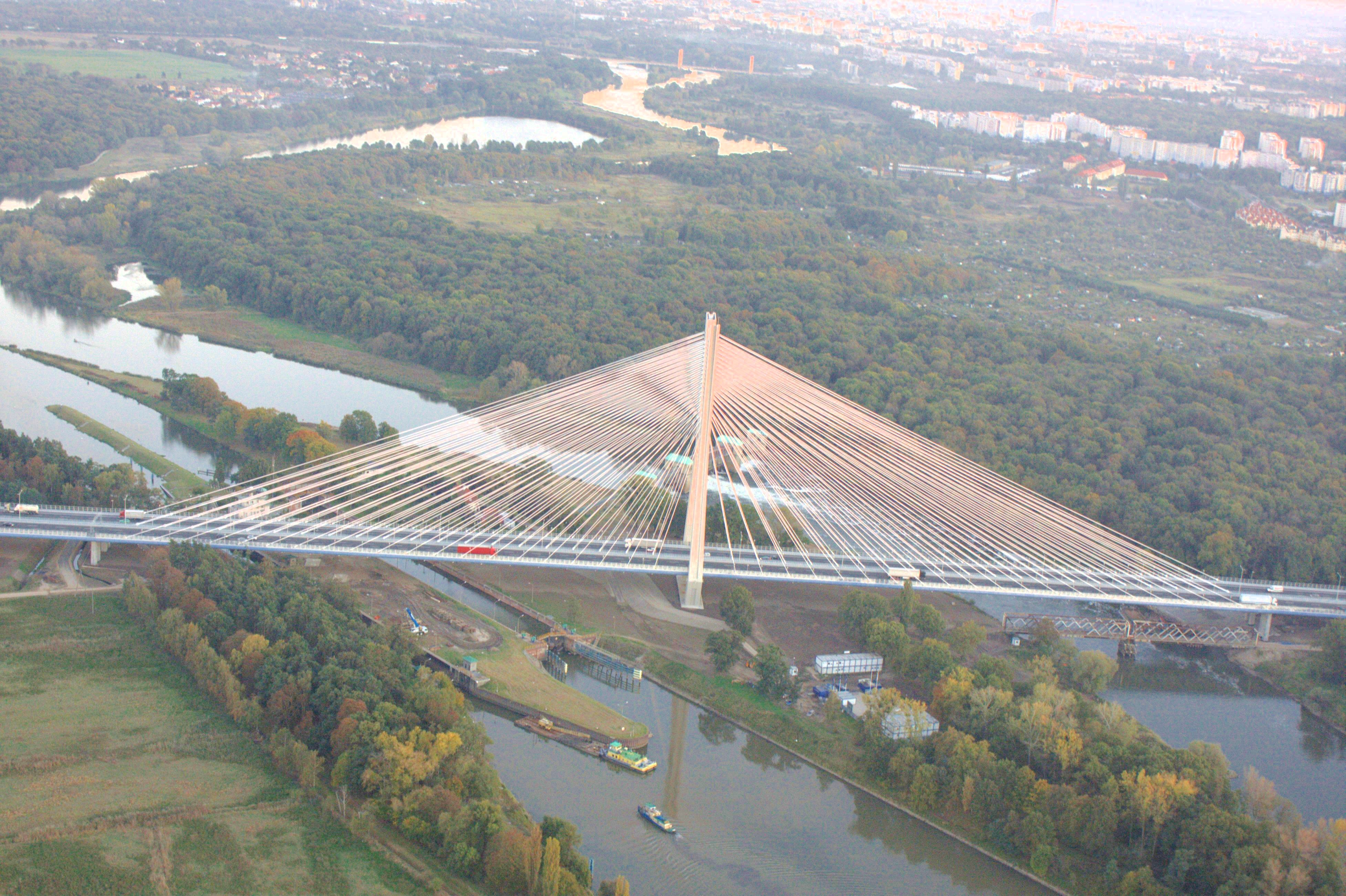
Cầu Rędziński
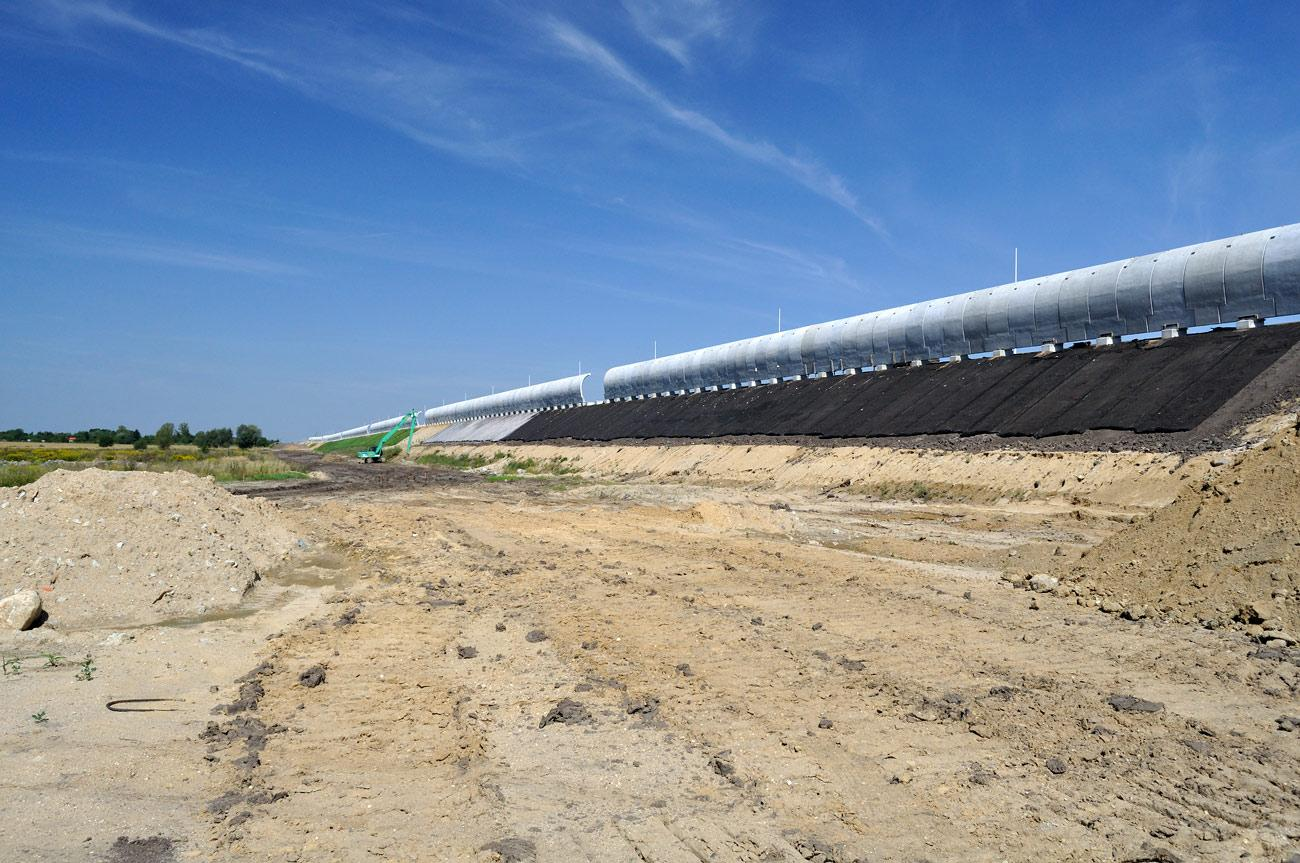
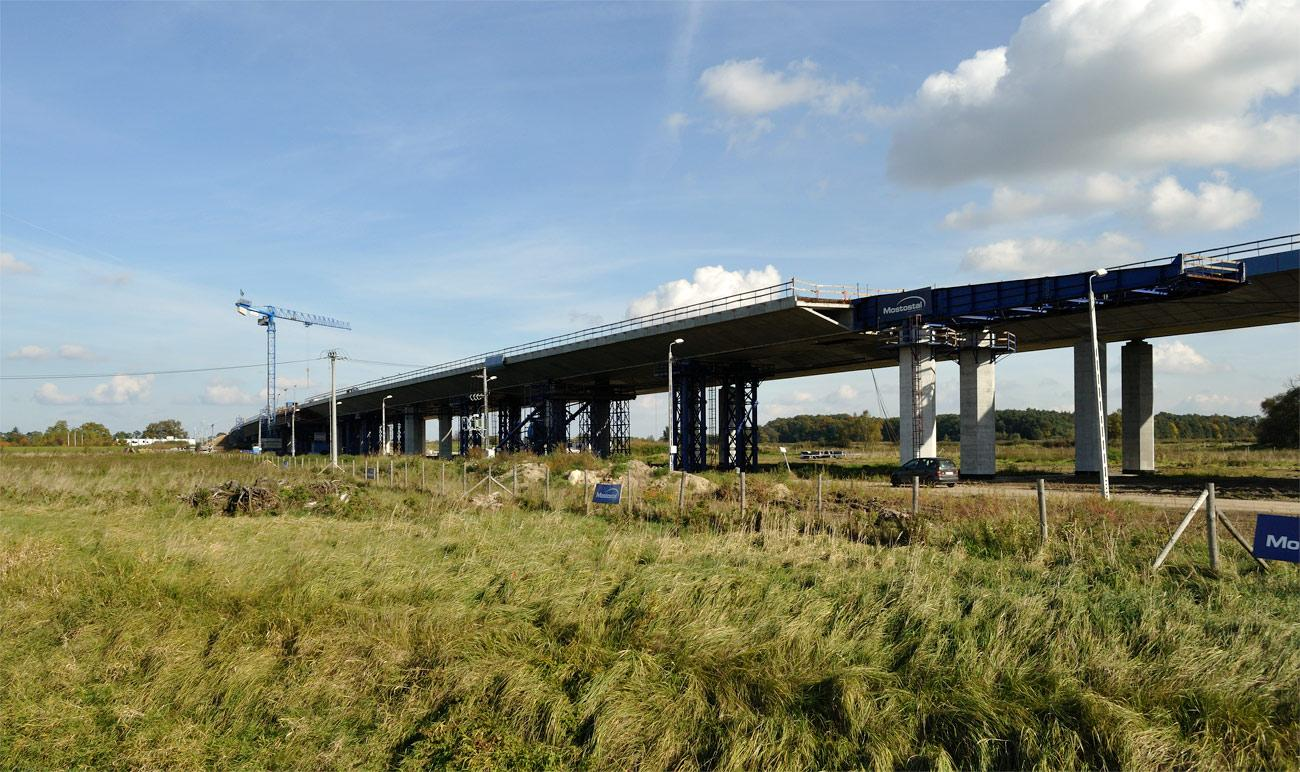
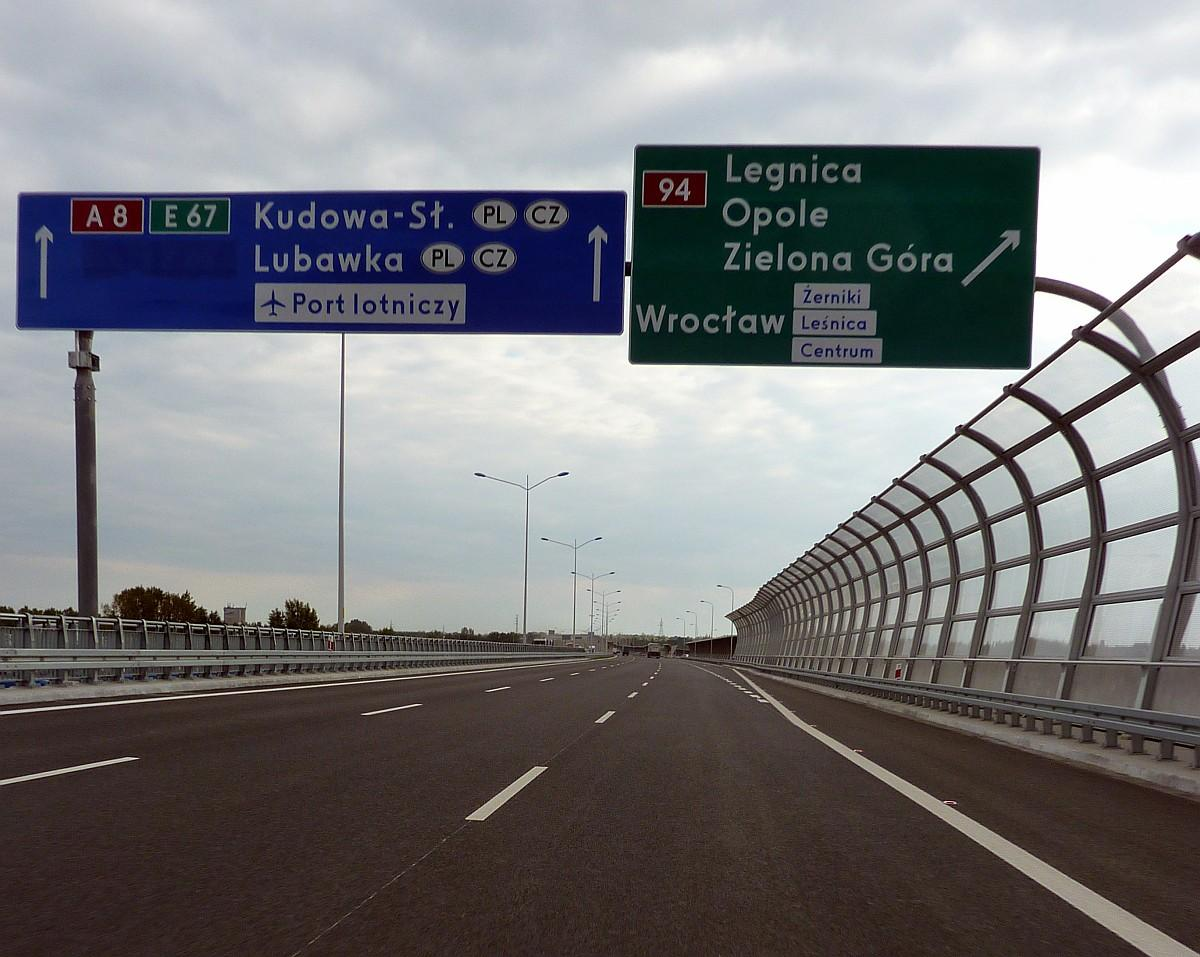
Ngã ba Wroclaw
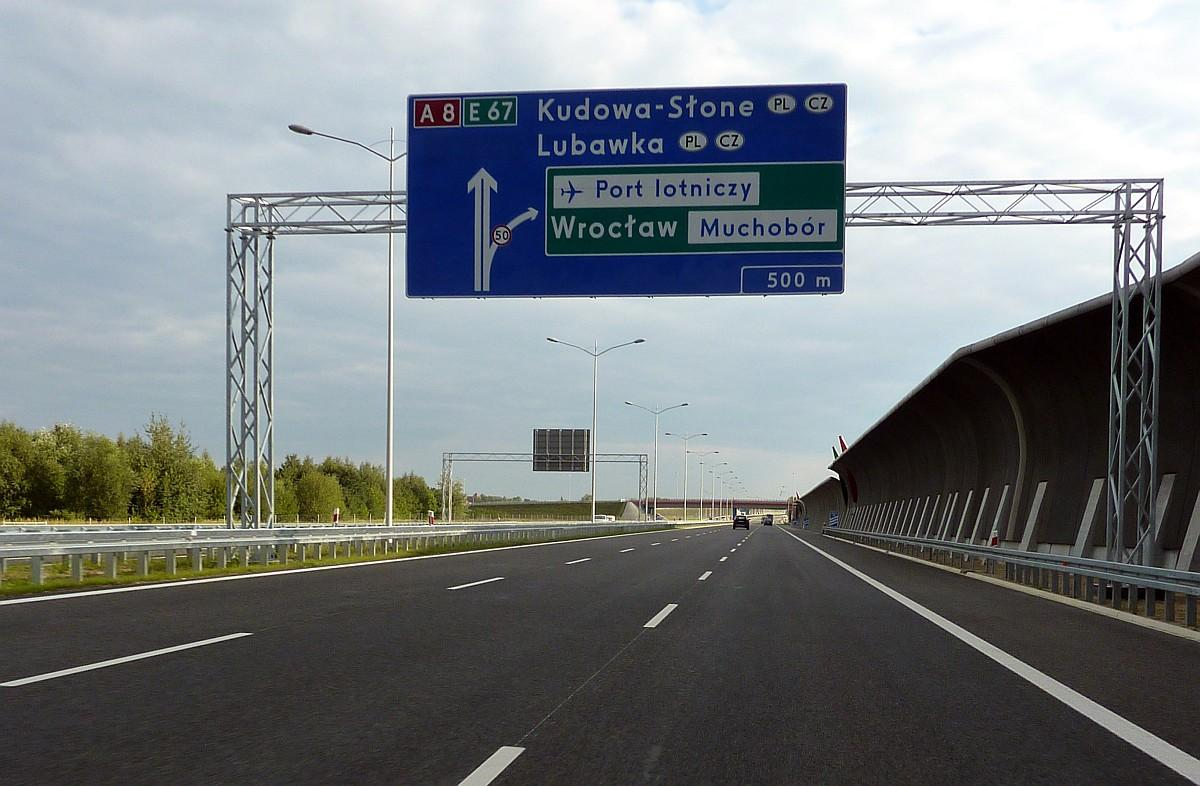
500 m trước ngã ba Wrocław Lotnisko
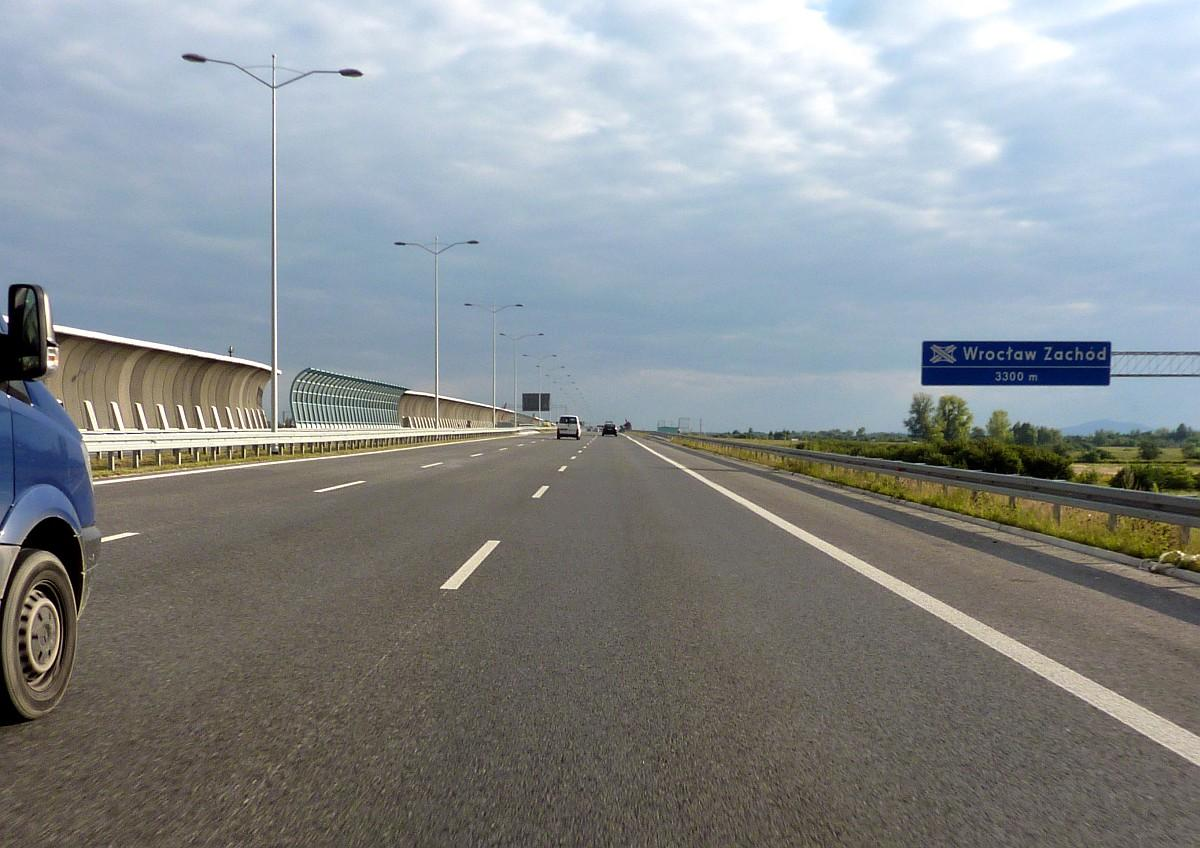
3300 m trước ngã ba Wrocław Zachód
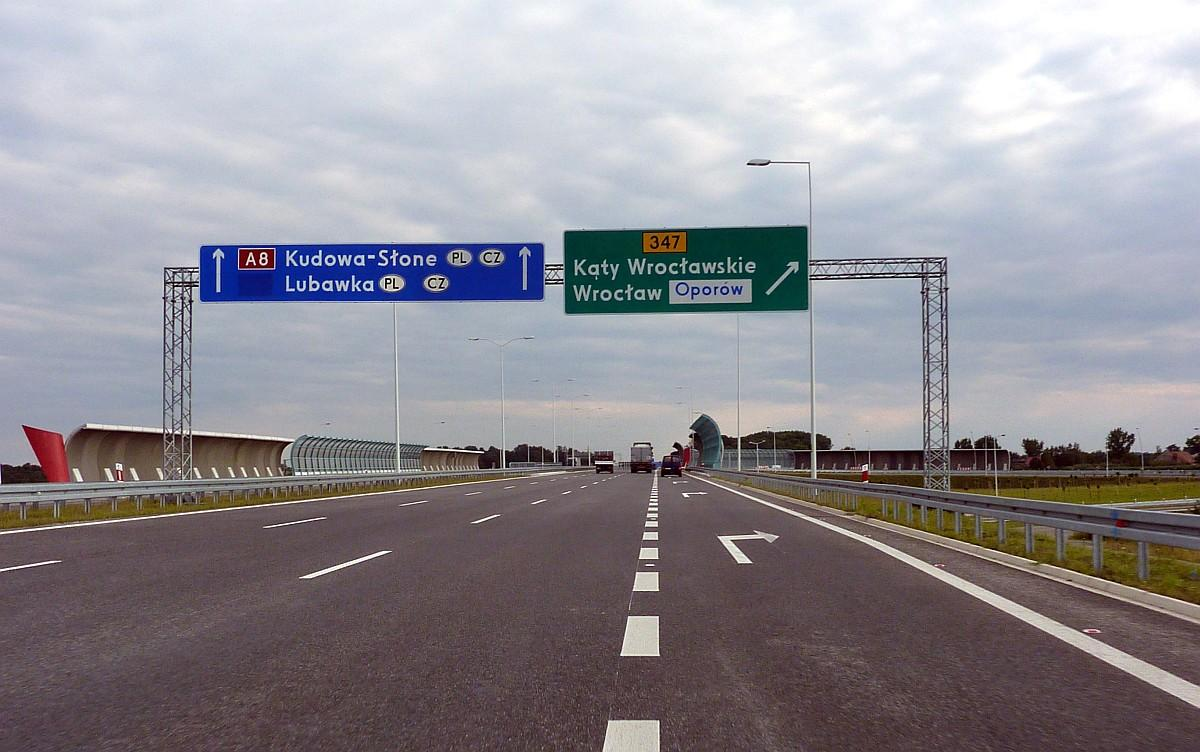
ngã ba Wrocław Zachód